# St. Martin (Vevey)

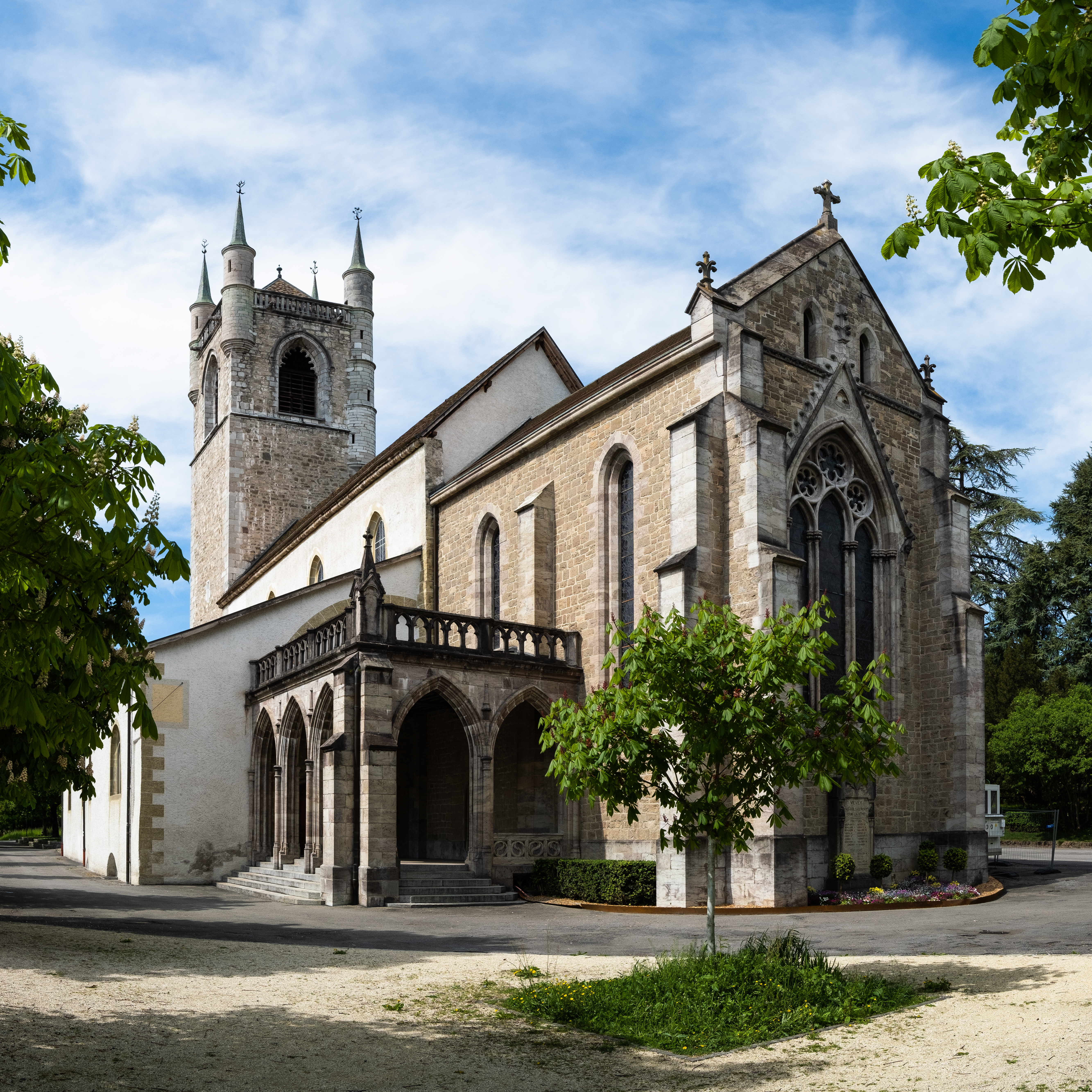
Die Kirche von Südosten

Die Kirche Sankt Martin von Vevey ist eine reformierte Kirche in der Stadt Vevey im schweizerischen Kanton Waadt. Das im späten 15. und frühen 16. Jahrhundert an der Stelle einer romanischen Vorgängerkirche errichtete, im 19. Jahrhundert erweiterte Gebäude ist ein Hauptwerk der Spätgotik in der Westschweiz. Es zählt zu den schweizerischen Kulturgütern von nationaler Bedeutung.
Sie ist eine der beiden Kirchen der Reformierten Pfarrei von Vevey, die zum Gebiet der Région de la Riviéra-Pays d’Enhaut der Église Évangélique Réformée du canton de Vaud gehört.

## Lage
Die Martinskirche liegt mit dem grossen städtischen Friedhof heute mitten in der Stadt Vevey und etwa 400 Meter östlich des Bahnhofs Vevey. Ihr Standort befindet sich am südlichen Rand einer Geländeterrasse auf 405 Meter über Meer und etwas erhöht über dem flachen Schwemmkegel des Baches Veveyse, einen halben Kilometer vom Ufer des Genfersees entfernt. Der Seespiegel liegt etwas mehr als dreissig Meter tiefer als die Terrasse Saint-Martin, von der aus sich das Panorama über die Altstadt auf den Genfersee öffnet.
Bis im 19. Jahrhundert nahm die Stadtsiedlung nur den Bereich unterhalb des Kirchenhügels ein und die Martinskirche mit dem Friedhof lag ausserhalb des historischen Siedlungskerns, am Rand der weiten Landwirtschaftszone nordöstlich der Stadt, wo sich Rebberge ausbreiteten.
Nach dem Bau der Simplonlinie der Eisenbahn, die am Fuss der Kirchenterrasse das Stadtgebiet durchquert, und verstärkt im 20. Jahrhundert vergrösserte sich das Siedlungsgebiet von Vevey stark, so dass die Kirche jetzt ganz von Wohn- und Gewerbequartieren umgeben ist. Westlich des Kirchenareals befinden sich an der Veveyse die ursprünglichen Fabrikanlagen von Nestlé.

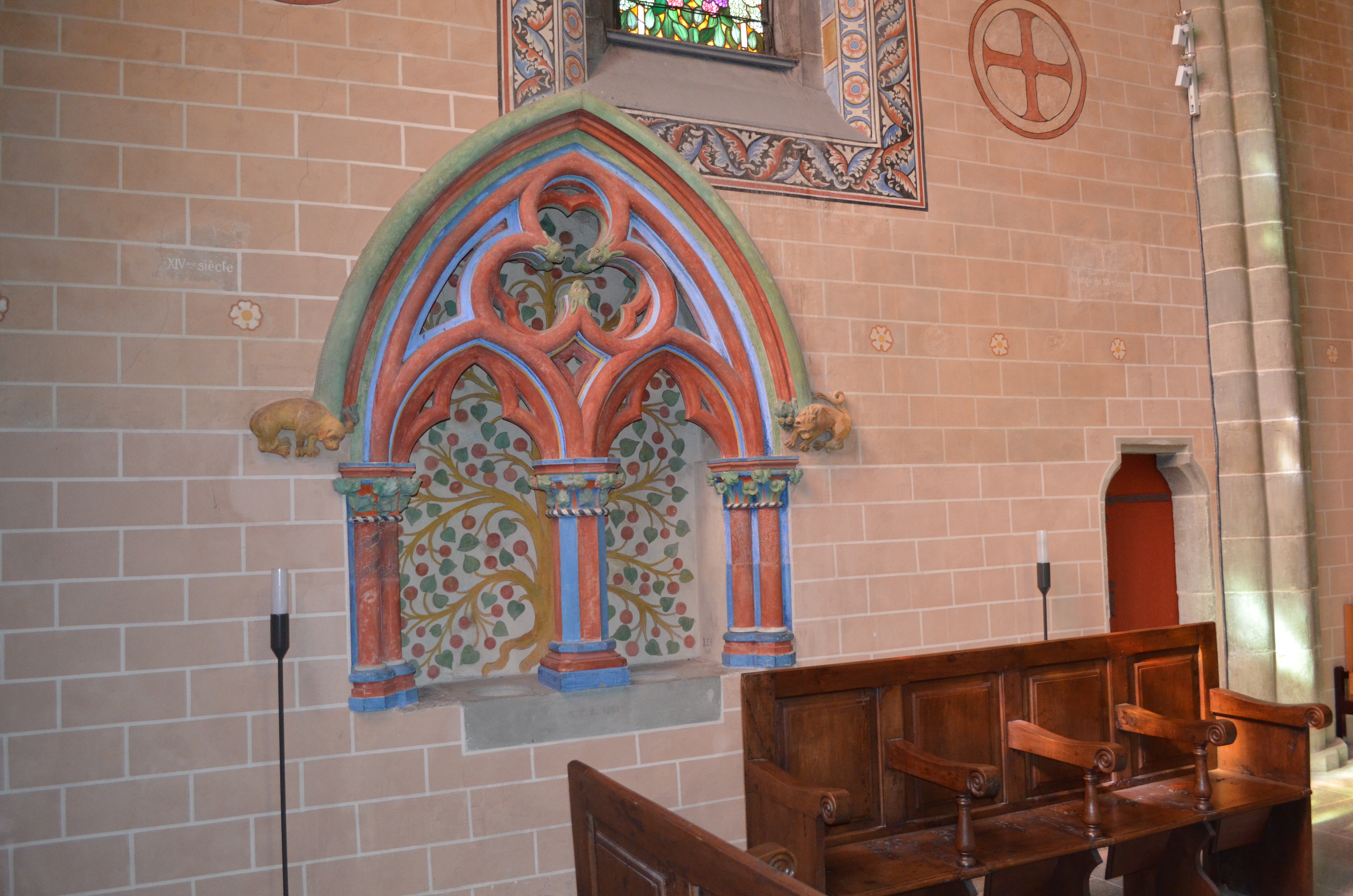
Wandnische mit doppeltem Abflussbecken im spätgotischen Chor

## Geschichte
Die frühere Sankt-Martinskirche von Vevey ist um 1000 erstmals erwähnt, dürfte jedoch aus dem Frühmittelalter stammen. 1989 ist bei archäologischen Ausgrabungen ein früh- bis spätmittelalterliches Gräberfeld mit 845 Bestattungen aufgedeckt worden. Im 11. bis 12. Jahrhundert wurde die alte Kirche durch einen grösseren romanischen Kirchenbau ersetzt. Dessen Grundmauern sind im Untergeschoss der bestehenden Kirche zugänglich.
Im späten 13. Jahrhundert erhielt die Kirche einen neuen, rechteckigen Chor im gotischen Stil. Von 1497 bis 1511 bauten die Maurermeister Jean Vaulet-Dunoyer aus dem Chablais und Antoine Dupuis über dem Kirchenportal auf der Westseite einen massiven, hohen Glockenturm, der von vier schlanken runden Échauguetten neben dem niedrigen Pyramidendach bekrönt wird.
Von 1522 bis 1533 errichtete der Genfer Baumeister François de Curtine, der hauptsächlich im Waadtland tätig war, das Kirchenschiff mit den Seitenkapellen neu. Dieser Bau mit einem Gewölbe im aufwändigen Flamboyantstil gilt als seine bedeutendste Arbeit und als ein Meisterwerk der Spätgotik in der Westschweiz.
Nach der Eroberung der Waadt durch Bern im Jahr 1536 wurde auch hier die Reformation eingeführt und die Martinskirche für den reformierten Gottesdienst umfunktioniert.
Am Ende des 19. Jahrhunderts liess die Pfarrei ein neugotisches Portal mit einer Vorhalle auf der Südseite, die dem alten Stadtzentrum zugewandt ist, sowie die Sakristei auf der Nordseite anfügen.

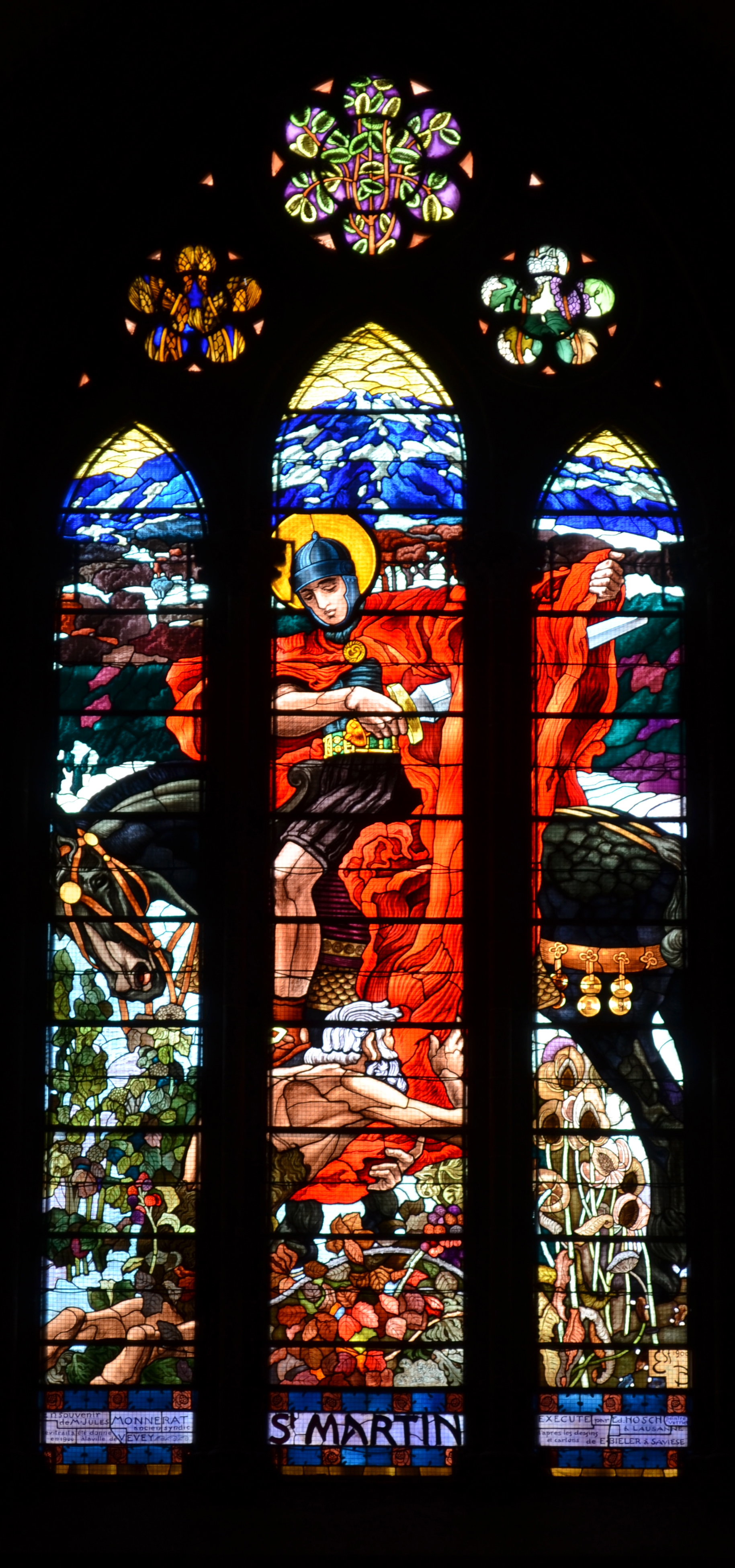
Martinsfenster im Chor der Stadtkirche von Vevey

## Ausstattung
Die Schlusssteine der Kreuzrippengewölbe im Chor sind reich geformte Skulpturen. Sie zeigen die vier Evangelisten, Christus, die Muttergottes und Johannes den Täufer. An Hausteinen der Pfeiler im Kirchenschiff sind groteske Figuren gearbeitet.
Am Triumphbogen ist eine Inschrift von 1722 mit dem Berner Wappen und dem Namen des bernischen Landvogts von Romainmôtier und Chillon David Tschiffeli erhalten.
An mehreren Stellen in der Kirche sind Reste alter Wandmalereien mit dekorativen und heraldischen Elementen sowie Inschriften erhalten.
Zwei monumentale Texttafeln tragen ausführliche Inschriften mit den Zehn Geboten.
Der Orgelprospekt auf der neugotischen Empore von 1883 stammt von der Barockorgel, die der Orgelbauer Samson Scherrer (1698–1780) aus dem Kanton St. Gallen im Jahr 1776 geliefert hatte. Die aktuelle Orgel hat die Orgelmanufaktur Kuhn in Männedorf 1954 eingebaut.
1787 schuf der Schreiner David Schade die reich verzierte Kanzel nach Entwürfen von Michel-Vincent Brandouin.
An der Chorwand ist in einer Nische unter einem Masswerkrahmen ein doppeltes Waschbecken eingelassen.
Die Seitenfenster und das hohe, gotische Kuppelfenster in der östlichen Chorwand erhielten im Jahr 1900 eine neue Verglasung nach Entwürfen des Waadtländer Kunstmalers Ernest Biéler, einem Exponenten der Schule von Savièse, der in Vevey auch die Kostüme und Dekorationen der Fête des Vignerons von 1927 ausführte. Das vom Glasmaler Edouard Hosch aus Lausanne ausgeführte Chorfenster zeigt den Kirchenpatron Martin von Tours und ist gemäss der Glasinschrift dem Gedächtnis an den Unternehmer, Bürgermeister und Grossrat sowie Präsidenten der Simplonbahn Jules Monnerat (1820–1898) von Vevey gewidmet. Die farbigen Fenster im Obergaden des Mittelschiffs schuf der Künstler François de Ribaupierre aus La Tour-de-Peilz, ein Schüler von Ernest Biéler, in den Jahren 1957 und 1958.
Das Geläut im Torturm besteht aus vier Glocken. Die älteste davon datiert von 1603 und stammt von Abraham Zender in Bern; die drei anderen hat die Glockengiesserei Rüetschi 1887 hergestellt, nachdem sich eine 1886 von der Giesserei Gustave Tréboux in Vevey gegossene Glocke als mangelhaft erwiesen hatte.

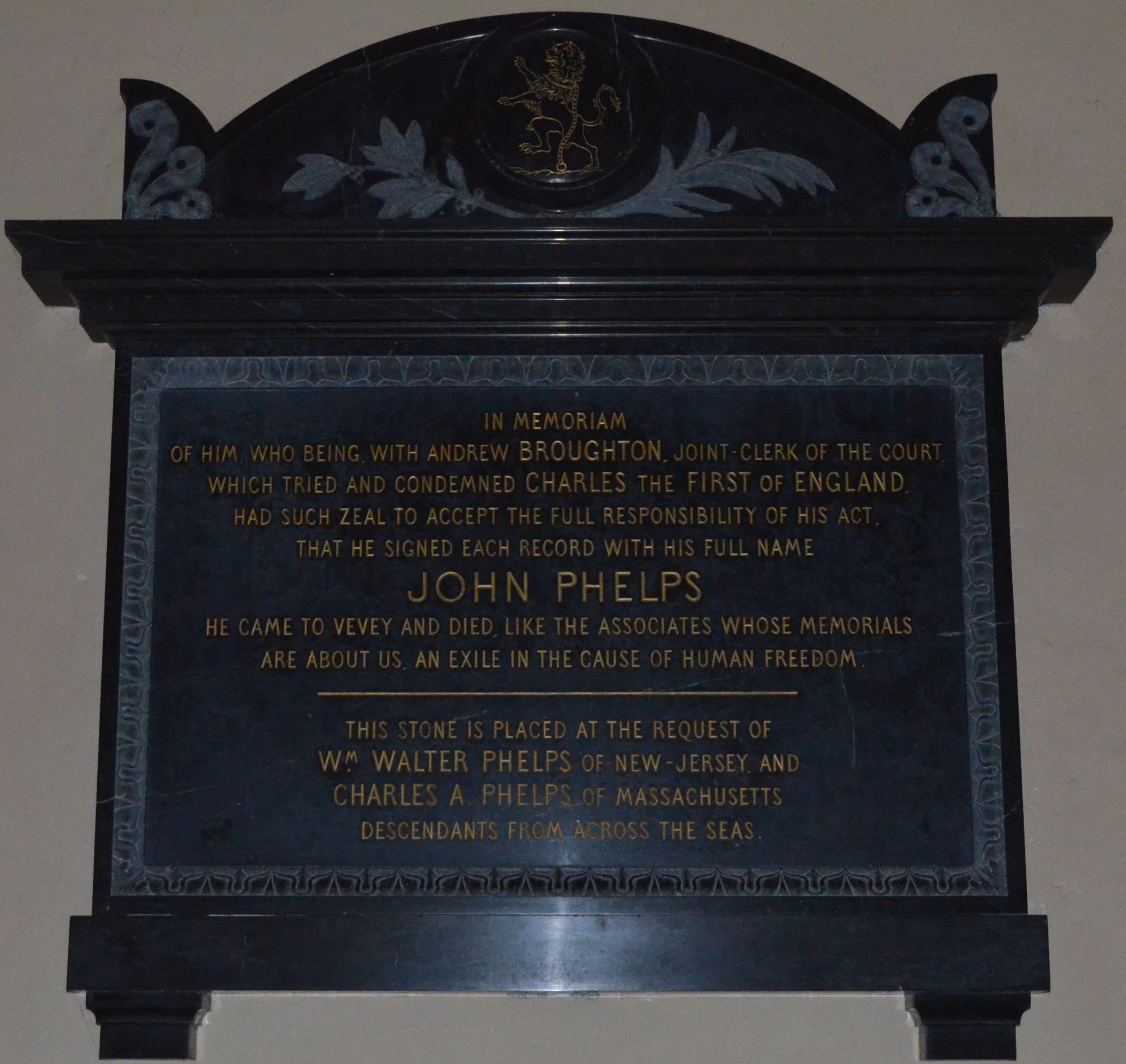
Epitaph von John Phelps

In der Kirche befinden sich einige historische Grabdenkmäler. Darunter sind zwei Epitaphe zur Erinnerung an John Phelps und Edmund Ludlow, die im Schauprozess von 1649 über König Karl I. von England amteten und im Exil in der Waadt starben. Ludlow verfasste in Vevey eine Autobiographie, die eine bedeutende Quelle für die Geschichte Englands im 17. Jahrhundert ist.
An der Aussenwand der Kirche steht das Kriegsdenkmal von Vevey.

## Kulturgeschichte
Seit Jahrhunderten begeht die Bürgerschaft von Vevey das Fests des Kirchenpatrons Sankt Martin mit einem Jahrmarkt.